# سیارک ۳۸۲۵۰
سیارک ۳۸۲۵۰ (به انگلیسی: 38250 Tartois، نامگذاری:1999QS2) سی و هشت هزار و دویست و پنجاهمین سیارک کشف شده‌است که در ۳۱ اوت ۱۹۹۹ کشف شد.